# Navamorales
Navamorales és un municipi de la província de Salamanca a la comunitat autònoma de Castella i Lleó. Limita amb Puente del Congosto, Valdemolinos, Villar de Corneja, Santa María del Berrocal, La Horcajada i El Tejado.

## Demografia
| 1991 | 1996 | 2001 | 2004 |
| ---- | ---- | ---- | ---- |
| 214  | 192  | 151  | 134  |